# پست‌ترک
پُست‌ترَک (به انگلیسی: PostTrak) یک سرویس مستقر در ایالات متحده است که مخاطبان فیلم را برای استودیوهای فیلم بررسی می‌کند.

## تاریخ
این سرویس با استفاده از کارت‌های رأی‌گیری و کیوسک‌های الکترونیکی، نظرسنجی‌هایی را در ۲۰ بازار برتر در ایالات متحده و کانادا انجام می‌دهد. گزارش پست‌ترک برای یک فیلم، ترکیب جمعیتی، نظرات دربارهٔ فیلم، برداشت از بازاریابی فیلم، زمان خرید بلیط و برنامه‌هایی برای خرید یا اجاره فیلم در رسانه‌های خانگی را جمع‌آوری می‌کند.
این سرویس توسط کوین گوتز، بنیانگذار و مدیر عامل اسکرین انجین طراحی شده‌است. این سرویس در سال ۲۰۱۳ توسط اسکرین انجین و رن‌ترک راه اندازی شد که داده‌های گیشه را در اختیار استودیوها قرار می‌دهد. پست‌ترک بر انتشار گسترده تمرکز می‌کند و مخاطبان را در ۲۰ بازار در ایالات متحده و کانادا، که در آن خدمات گذشته بر سه یا چهار بازار متمرکز بود، نظرسنجی می‌کند. اکثر شش استودیو بزرگ جهان و همچنین چندین توزیع کننده مشترک این سرویس شده‌اند. هالیوود ریپورتر در سال ۲۰۱۳ نوشت که شرکت نظرسنجی سینماسکور صنعت فیلم را به مدت سه دهه در انحصار خود درآورده بود، اما به دلیل «تکیه بر تکنیک‌های نظرسنجی قدیمی و نمونه بسیار محدود» مورد انتقاد قرار گرفت و توسط پست‌ترک به چالش کشیده شد. در حالی که سینماسکور در مقیاس «A+» تا «F» نظرسنجی می‌کند، پست‌ترک درصد امتیاز مثبتی را در مقیاس ۱ تا ۱۰۰ اختصاص می‌دهد، علاوه بر واکنش‌های دیگر، از جمله اینکه چقدر احتمال دارد یکی از مخاطبان فیلم را به دیگران توصیه کند.

## کسب
با خرید رنترک توسط کام اسکور در سال ۲۰۱۶، این سرویس متعلق به کام اسکور و اسکرین انجین شد است.